# Marie Pappenheim
Marie Pappenheim, auch Maria Heim, verheiratete Frischauf (geboren 4. November 1882 in Pressburg, Österreich-Ungarn; gestorben 24. Juli 1966 in Wien) war eine österreichische Sozialistin, Schriftstellerin, Librettistin und Ärztin. Sie schrieb das Libretto für das Monodram Erwartung von Arnold Schönberg. Später veröffentlichte sie auch unter ihrem Ehenamen Marie Frischauf oder unter Doppelname.

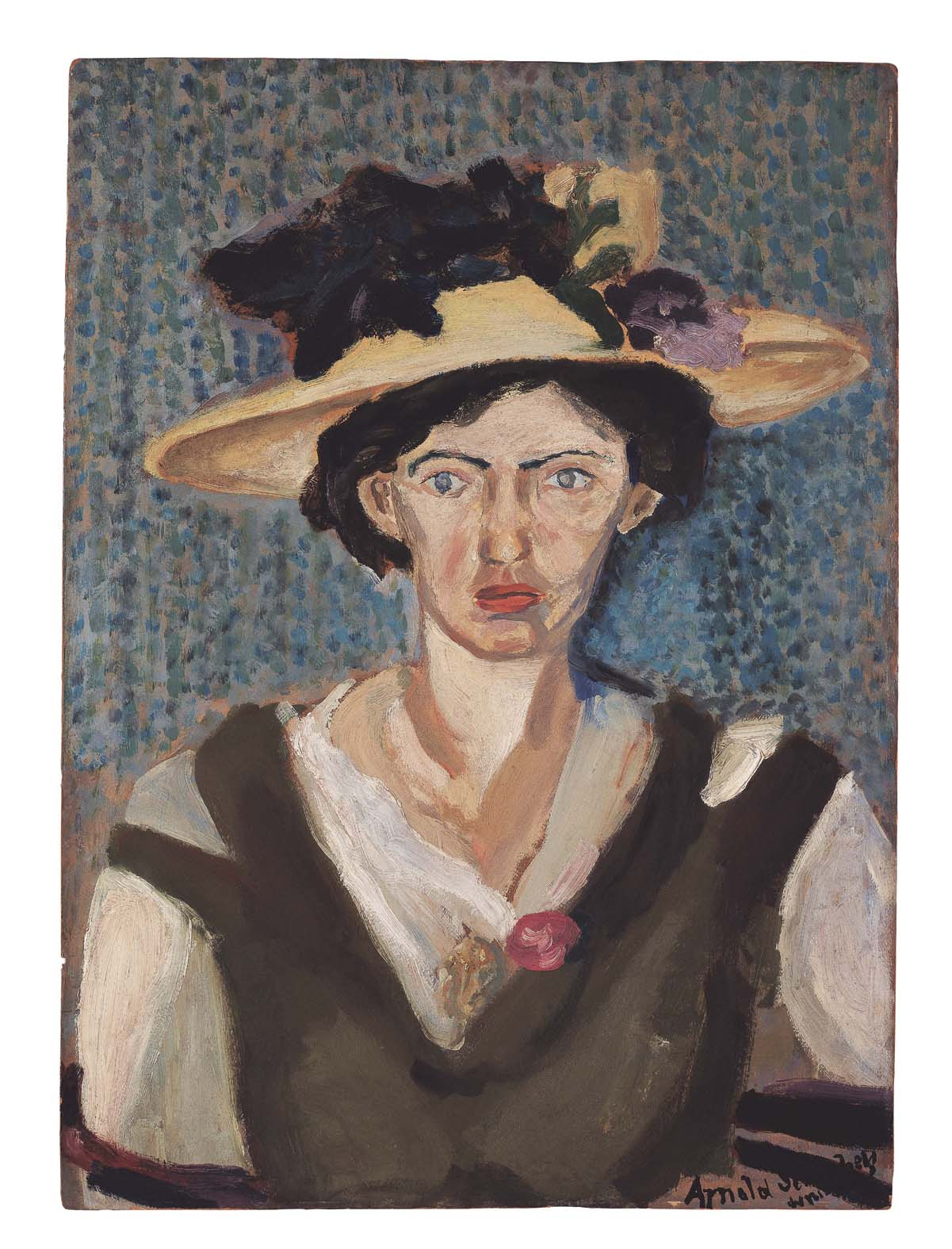
Arnold Schönberg: Mizzi Pappenheim, 1909

## Leben
Marie Pappenheim war eine Tochter des jüdischen Lehrers Max Pappenheim und der Regina Sprecher. Ihr älterer Bruder Martin Pappenheim wurde Psychiatrieprofessor an der Wiener Universität und der Vater von Else Pappenheim, ihre jüngere Schwester war die Chemikerin Gisela Sternfeld. Sie studierte von 1903 bis 1909 Medizin an der Universität Wien und war dort eine der ersten Doktorandinnen. Ab 1918 arbeitete sie als Fachärztin für Dermatologie und übte diese Tätigkeit auch in der Emigration und nach ihrer Rückkehr bis 1952 wieder in Wien aus.
1918 heiratete sie den Jugendpsychiater Hermann von Frischauf, mit dem sie eine Praxis eröffnete und 1919 den Sohn Johannes hatte. Von nun an veröffentlichte sie unter beiden Namen. 1919 trat sie der KPÖ bei, ihre politische Tätigkeit brachte sie 1927 kurzzeitig in Haft. Marie Frischauf war nach den Februarkämpfen 1934 inhaftiert und ging danach nach Paris, während Hermann Frischauf nach der Scheidung in Österreich blieb. Nach dem Anschluss war er zwischen 1938 und 1940 in Buchenwald inhaftiert und verstarb 1942 an den Folgen der Lagerhaft. Auch ihre Geschwister waren bereits 1934 vor dem Austrofaschismus emigriert, während ihre Nichte Else Pappenheim noch bis 1938 blieb und eine Ausbildung bei Sigmund Freud am Wiener Psychoanalytischen Institut machte.
In Paris arbeitete sie weiter als Ärztin, war unter den Exilanten politisch aktiv und organisierte gemeinsam mit Tilly Spiegel den im November 1938 gegründeten Cercle Culturel Autrichien. Nach der deutschen Besetzung 1940 floh sie nach Südfrankreich und wurde im Lager Gurs interniert. Im selben Jahr konnte sie nach Mexiko fliehen. 1942 wurde sie, zusammen mit der ebenfalls nach Mexiko geflohenen Ärztin Else Volk-Friedland Mitbegründerin des Exilverlags „El Libro Libre“. Nach dreizehn Jahren Exil war sie 1947 wieder in Österreich und dort auch wieder für die KPÖ politisch aktiv.

## Sexualpädagogische Tätigkeit
1928 gründete sie mit Wilhelm Reich die „Sozialistische Gesellschaft für Sexualberatung und Sexualforschung“ und 1929 sechs kostenlose Sexualberatungsstellen für Arbeiter. Aus den dort gewonnenen Erfahrungen entstand gemeinsam mit Annie Reich die Schrift Ist Abtreibung schädlich?, was im bigotten Bürgertum Österreichs Empörung auslöste und polizeiliche Durchsuchungen bei den Autorinnen nach sich zog.

## Literarische Tätigkeit
1906 veröffentlichte Karl Kraus vier Gedichte von ihr in der Fackel.
Der Komponist Arnold Schönberg wurde auf ihre Texte aufmerksam und bat sie um ein Opernlibretto. 1909 schrieb sie das Monodram Erwartung für ihn, das aber erst am 6. Juni 1924 uraufgeführt wurde. Schönberg malte ein Porträt von ihr.
Aus dem Ende der Zwanziger Jahre gibt es zwei Übersetzungen von Librettotexten von ihr. Die Oper Der arme Matrose von Darius Milhaud nach einem Libretto von Jean Cocteau wurde 1929 in der Kroll-Oper aufgeführt. Für Jacques Ibert übertrug sie die Oper Angelika ins Deutsche.
1949 veröffentlichte sie den Roman Der graue Mann als ihre Auseinandersetzung mit der jüngsten Vergangenheit.
Im Zusammenhang mit dem expressionistischen Werk Erwartung wird über eine geistige und eine familiäre Verbindung zu Bertha Pappenheim gemutmaßt. Es gibt eine Reihe von Anknüpfungspunkten: die Herkunft beider Familien Pappenheim aus Pressburg, Maries Medizinstudium an der Wiener Universität mit der fachärztlichen Spezialisierung in Dermatologie, die spätere Zusammenarbeit mit Annie und Wilhelm Reich, der ein Freud-Schüler war. Das führte unter den Schönberg-Spezialisten zu einer Suche nach „hysterischen Seelenkonstellationen“ im Libretto der Erwartung.

## Werke
- Erwartung (Monodram), Libretto, Wien ; Leipzig: Universal-Edition, [um 1925]
- Der arme Matrose. Klagelied in 3 Akten. Text von Jean Cocteau. Musik von Darius Milhaud. Uebersetzung von Marie Pappenheim. Paris: Heugel, 1930
- Angelika. Farce in 1 Akt. Musik von Jacques Ibert. Übersetzung von Marie Pappenheim. Paris: Heugel, 1930  (Angelique, 1927)
- Marie von Frischauf: Ist Abtreibung schädlich? Münster-Verlag, Wien 1930 (Schriften der Sozialistischen Gesellschaft für Sexualberatung und Sexualforschung in Wien, Bd. 2)
- Marie Frischauf: Der graue Mann. Wien: Globus-Verlag, 1949
- Marie Pappenheim-Frischauf: Gedichte. Wien: Europäischer Verlag, 1962
- Marie Frischauf: Der graue Mann: Roman und Gedichte an Arnold Schönberg. Hrsg. und mit einem Vorw. und Nachw. von Marcus G. Patka. Wien : Theodor Kramer Gesellschaft, 2000

### Vertonung ihrer Gedichte
- Karl Heinz Füssl, Landschaften, Fünf Variationen für Singstimme und vier Instrumente nach Texten von Marie Pappenheim, Date of Composition: 1957, mica